# Danseressen in het blauw
|                                                  |  |  |
| Foto's van Degas, gebruikt voor Danseuses bleues |  |  |

Danseuses bleues (Nederlands: Danseressen in het blauw) is een pastel van de Franse kunstschilder Edgar Degas uit circa 1898, 65 × 65 centimeter groot. Het toont een aantal danseressen, van bovenaf gezien, in nagenoeg identieke poses. Het schilderij bevindt zich thans in het Musée d'Orsay te Parijs.

## Context
Vanaf 1870 werd het gezichtsvermogen van Degas geleidelijk slechter en na 1893 ging het snel achteruit. Om de beelden te kunnen scheppen die hij wilde moest hij steeds vaker een beroep doen op zijn geheugen. Nog altijd hield hij vast aan ballerina's als zijn meest favoriete onderwerp, maar hij haalde ze in zijn late werken steeds meer naar zich toe, als het ware van dichterbij bezien. Ook zou hij meer nog dan in het verleden kiezen voor het werken in pastel, waarmee hij zich een grovere techniek kon veroorloven.
In "Ballerina's in het blauw" zien we deze tendensen bij uitstek terug, alleen schilderde hij zijn figuren deze keer niet uit het geheugen, maar zo goed als zeker op basis van door hem zelf enkele jaren eerder gemaakte foto's. In zijn nalatenschap werden in elk geval twee foto's aangetroffen die een onmiskenbare gelijkenis vertonen met de modellen op het schilderij. Degas werkte ook eerder al vaak vanuit foto's en anders bijna altijd op basis van tekeningen en schetsen die hij eerder ter plekke maakte. Het uiteindelijk schilderwerk vervaardigde hij altijd in zijn atelier.

## Afbeelding
Als gewoonlijk geeft Degas zijn ballerina's in Danseuses bleues weer tijdens een schijnbaar onbewaakt moment, in een afgewogen, harmonieuze compositie. Waar ze precies staan ten opzichte van het toneel is niet geheel duidelijk, maar waarschijnlijk is het bedoeld als een scène in de coulissen, tijdens een moment van voorbereiding op de uitvoering, hun kleding nog schikkend.
We zien de danseressen van bovenaf, in nagenoeg gelijke poses: de twee rechts zijn vrijwel identiek, op de beweging van hun hoofd na. Opvallend is het gebruik van spiegeleffecten, zoals Degas dat vaker deed. Hij maakte deze spiegelbeelden meestal door papier op een houtskoolschets af te drukken en het zo ontstane beeld te bewerken, maar het lijkt erop dat hij zo ook met foto-negatieven heeft gewerkt.
"Kunst is een kunstgreep", schreef Degas ooit: "een truc om een illusie te creëren". In dat standpunt week hij af van zijn impressionistische collega's. Hoewel hij in zijn werk wellicht meer dan enig ander van hen effecten van vluchtigheid suggereerde, was zijn werkwijze uitermate intensief en doordacht.

## Late "ballerina's" van Degas

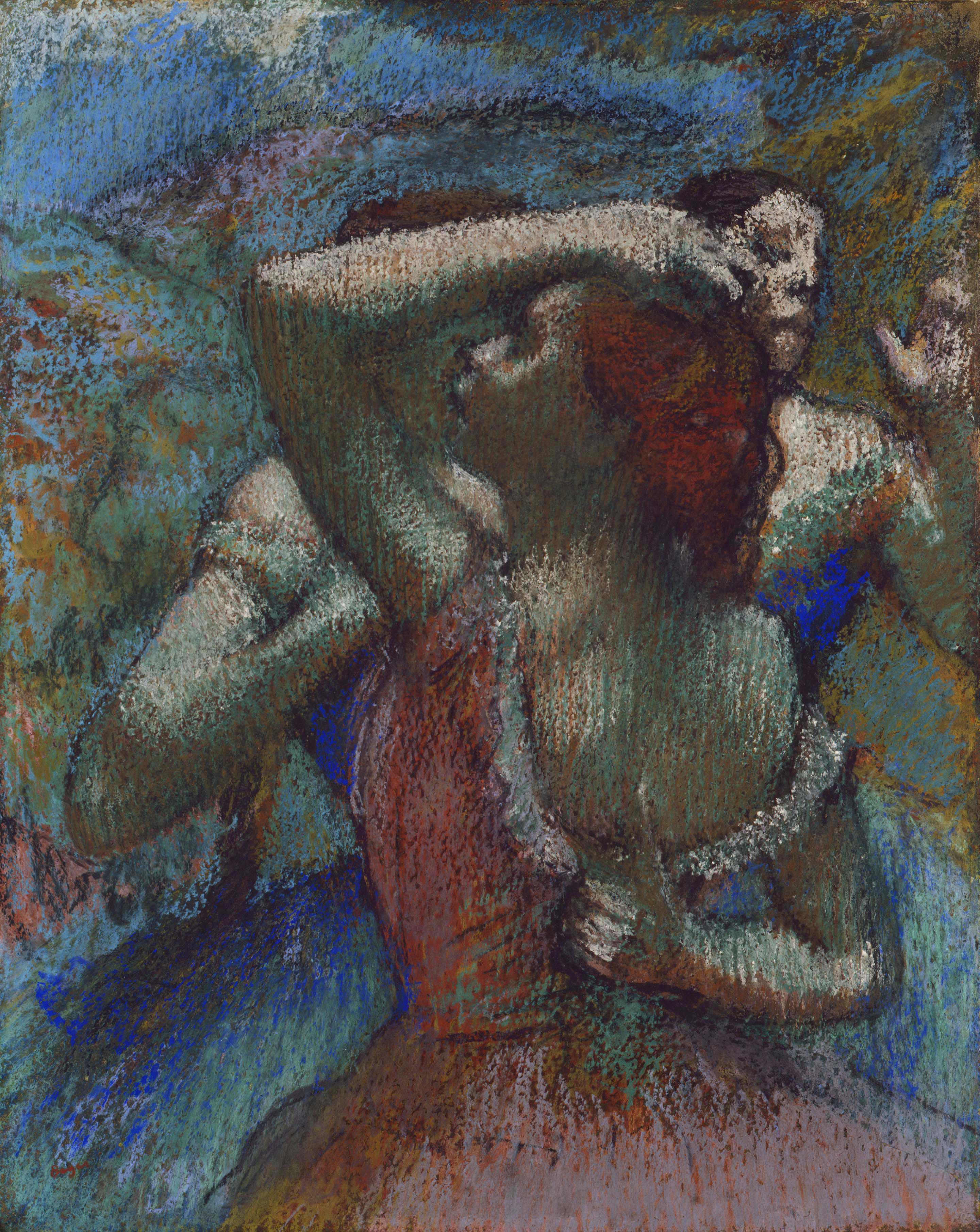
1900
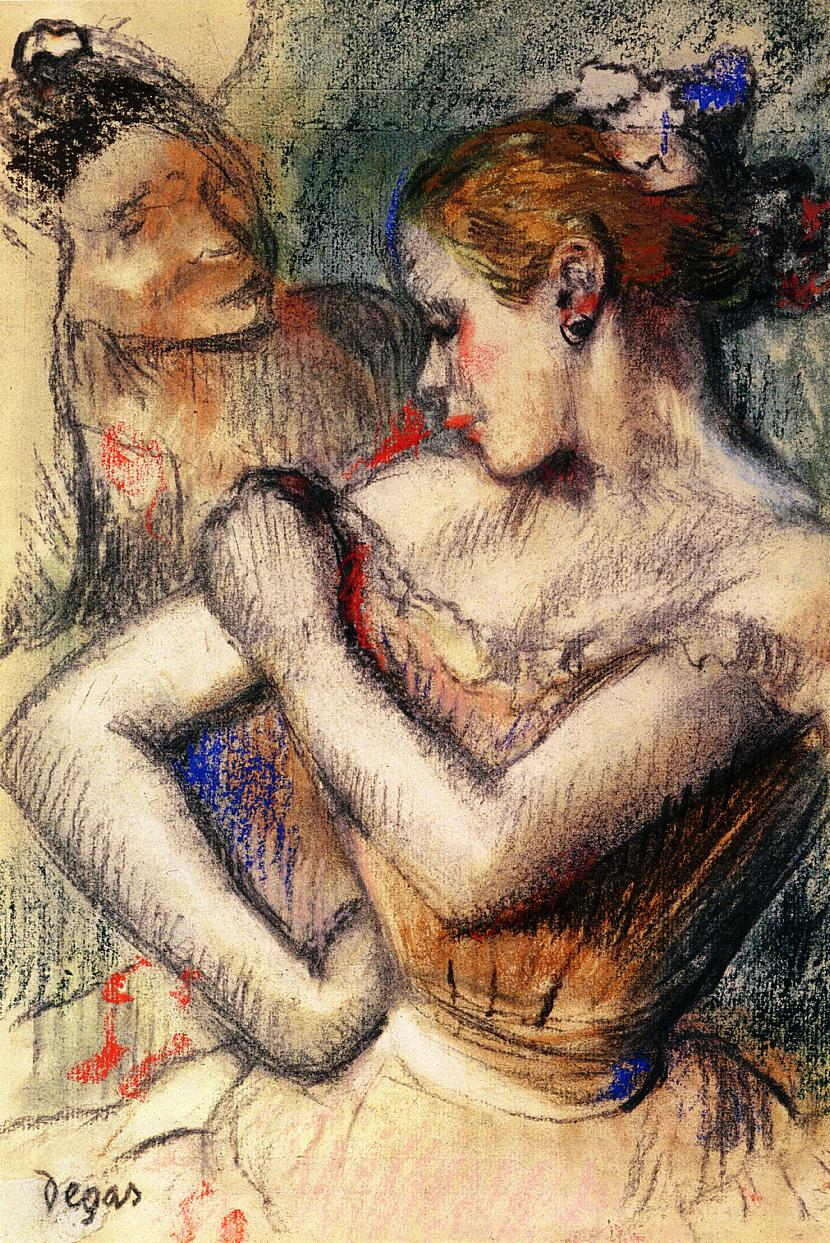
1896
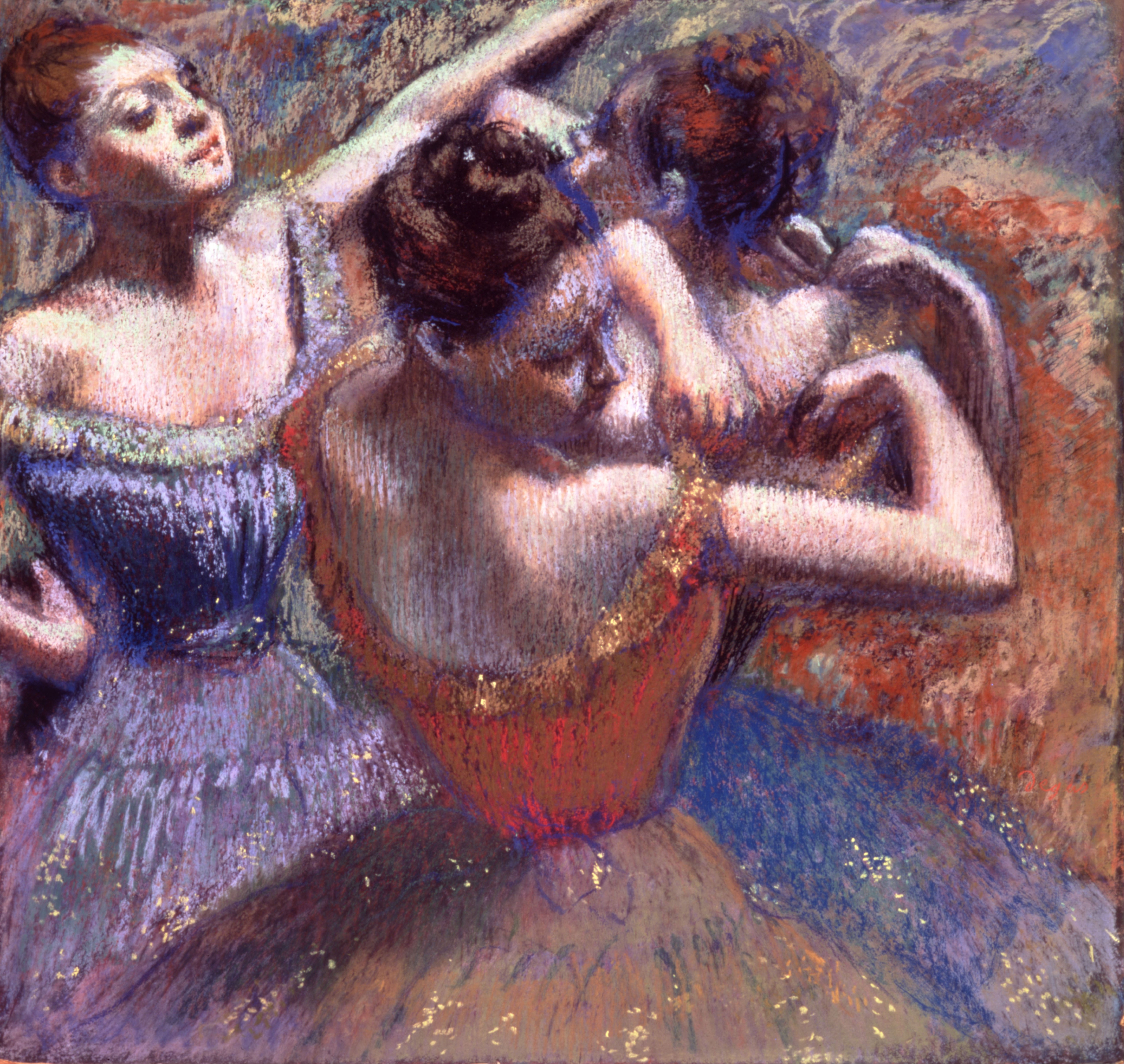
1899